# Canton du Pont-de-Montvert
Le canton du Pont-de-Montvert était une division administrative française, située dans le département de la Lozère.

## Composition
| Nom                             | Code Insee | Intercommunalité               | Superficie (km2) | Population (dernière pop. légale) | Densité (hab./km2) |
| ------------------------------- | ---------- | ------------------------------ | ---------------- | --------------------------------- | ------------------ |
| Le Pont-de-Montvert (chef-lieu) | 48P05      | CC des Cévennes au Mont Lozère | 90,25            | 292 (2013)                        | 3,2                |
| Fraissinet-de-Lozère            | 48066      | CC des Cévennes au Mont Lozère | 38,58            | 228 (2013)                        | 5,9                |
| Saint-Andéol-de-Clerguemort     | 48134      | CC des Cévennes au Mont Lozère | 6,86             | 98 (2013)                         | 14                 |
| Saint-Frézal-de-Ventalon        | 48P06      | CC des Cévennes au Mont Lozère | 16,89            | 152 (2013)                        | 9                  |
| Saint-Maurice-de-Ventalon       | 48172      | CC des Cévennes au Mont Lozère | 38,51            | 71 (2013)                         | 1,8                |
| Vialas                          | 48194      | CC Des Cévennes au Mont Lozère | 49,77            | 444 (2014)                        | 8,9                |

## Démographie
| 1962  | 1968  | 1975 | 1982  | 1990  | 1999  | 2006  | 2011  | 2012  |
| ----- | ----- | ---- | ----- | ----- | ----- | ----- | ----- | ----- |
| 1 456 | 1 146 | 969  | 1 051 | 1 080 | 1 183 | 1 234 | 1 281 | 1 287 |

## Représentation
Sources : Annuaires du département de la Lozère. https://gallica.bnf.fr/ark:/12148/cb326955871/date

### Conseillers généraux de 1833 à 2015
| Période                                  | Période          | Identité                            | Étiquette    | Qualité |
| ---------------------------------------- | ---------------- | ----------------------------------- | ------------ | --- |
| 1833                                     | 1836             | François Mosnier-Chapelle           |              | Directeur de la mine de Vialas |
| 1836                                     | 1840 (démission) | Isidore Boissier (1799-?)           |              | Juge de paix, ancien sous-préfet Maire de Fraissinet-de-Lozère (1825-1828) Nommé Préfet le 17 janvier 1840 |
| 1840                                     | 1845             | Charles Pelon                       |              | Avocat, juge-suppléant au Tribunal du Vigan Propriétaire au Pont-de-Montvert |
| 1845                                     | 1852             | Polydore Valcroze                   |              | Filateur - Maire de Saint-Martin-de-Boubaux |
| 1852                                     | 1855             | Eliacin Nadal                       |              | Directeur des mines de Vialas |
| 1855                                     | 1861             | Charles de Cabot La Fare            |              | Ancien sous-préfet de Murat Maire de Bédourès |
| 1861                                     | 1867             | Henri Jean Louis Rousset de Pomaret |              | Ingénieur des Ponts et Chaussées à Alais Propriétaire à Florac |
| 1867                                     | 1877             | Jean-Louis Pantel                   | Droite       | Maire du Pont-de-Montvert |
| 1877                                     | 1887 (décès)     | Ernest Pantel                       | Droite       | Notaire - Maire du Pont-de-Montvert |
| 1887                                     | 1897 (démission) | Paul Albrand                        |              | Directeur des mines de Villefortet Maire de Vialas |
| 1897                                     | 1913             | Emile Platon                        | Rad.         | Propriétaire au Pont-de-Montvert, conseiller d'arrondissement |
| 1913                                     | 1925             | Jules Charles Platon                | PRS          | Docteur-médecin à Marseille |
| 1925                                     | 1937             | André Pantel                        | Rad.         | Médecin à Alès |
| 1937                                     | 1938             | Charles Pomaret                     | PRS          | Auditeur au Conseil d'État et journaliste Député (1928-1940) Membre de plusieurs gouvernements (1931-1932 et 1939-1940) maire du Pont-de-Montvert (1929-1940) Élu en mai 1938 dans le Canton de Saint-Germain-de-Calberte                                                                       |
| 1938                                     | 1940             |                                     |              | |
|                                          |                  |                                     |              | |
| 1942                                     | 1945             | François Maurin (1882-1960)         | SFIO         | Maire de Vialas (1925-1944), ancien conseiller d'arrondissement Nommé conseiller départemental en 1942 |
|                                          |                  |                                     |              | |
| 1945                                     | 1967             | Rubens Mersadier (1900-1986)        | SFIO         | Professeur, adjoint au Maire d'Alès (Gard) |
| 1967                                     | 1973             | Maurice Felgeirolles (1919-2004)    | FGDS puis PS | Ancien résistant FFI |
| 1973                                     | 1992             | Claude Lauriol                      | PS           | Fonctionnaire à l'ONF Maire du Pont-de-Montvert |
| 1992                                     | 2004             | André Platon (1923-2016)            | DVG          | Enseignant, ancien résistant, maire de Vialas (1983-2001) |
| 2004                                     | 2015             | Sophie Pantel                       | PS           | Ancienne assistante parlementaire de Jean-Claude Chazal Adjointe au maire de Fraissinet-de-Lozère (2001-2008) Maire du Pont-de-Montvert (2008-2012) Conseillère régionale (2012-2015) Elue en 2015 dans le Canton de Saint-Étienne-du-Valdonnez Présidente du Conseil départemental (2015-2024) |
| Les données manquantes sont à compléter. |                  |                                     |              | |

### Conseillers d'arrondissement (de 1833 à 1940)
| Période                                  | Période          | Identité                                            | Étiquette          | Qualité |
| ---------------------------------------- | ---------------- | --------------------------------------------------- | ------------------ | --- |
| 1833                                     | 1836             | Jean François Boissier (1774-1836)                  |                    | Ancien notaire, juge de paix au Pont-de-Montvert                                                            |
| 1836                                     | 1874 (décès)     | Léon Albaric (1793-1874) dit "Le Pape des Cévennes" | Libéral            | Pasteur évangélique à Florac, Président du consistoire, Président du Conseil d'arrondissement               |
| 1874                                     | 1879 (décès)     | Isidore Elzière (1817-1879)                         |                    | Propriétaire à Pont-de-Montvert, négociant à Saint-Frézal-de-Ventalon                                       |
| 1880                                     | 1886             | Émile Elzière (1847-1920, fils du précédent)        |                    | Propriétaire à Saint-Frézal-de-Ventalon                                                                     |
| 1886                                     | 1892             | Ernest Mersadier                                    |                    | Négociant, adjoint au maire puis maire du Pont-de-Montvert, suppléant du juge de paix                       |
| 1892                                     | 1897 (démission) | Emile Platon                                        | Radical            | Propriétaire au Pont-de-Montvert                                                                            |
| Août 1897                                | 1910             | Adrien Ayral                                        | Radical            | Maire de Fraissinet-de-Lozère                                                                               |
| 1910                                     | 1919             | Alvéri Roure                                        |                    | Propriétaire à Vialas                                                                                       |
| 1919                                     | 1934             | François Maurin (1882-1960)                         | SFIO               | Maître d'hôtel, maire de Vialas (1925-1944)                                                                 |
| 1934                                     | 1940             | Théophile Teissier                                  | Unité républicaine | Instituteur, maire de Saint-Frézal-de-Ventalon                                                              |
| 1940                                     |                  |                                                     |                    | Les conseils d'arrondissement ont été suspendus par la loi du 12 octobre 1940 et n'ont jamais été réactivés |
| Les données manquantes sont à compléter. |                  |                                                     |                    | |